# بونگو کت

بونگو کت

بونگو کَت یا گربهٔ بونگو (به انگلیسی: Bongo Cat) یک میم اینترنتی است که زمانی شکل گرفت که یکی از کاربران توییتر یک جیف از موجودی سفیدرنگ گربه‌مانندی ایجاد و توییت کرد که با دو پنجه‌اش روی یک میز ضربه می‌زد.این توییت سپس توسط یکی دیگر از کاربران توییتر پاسخ داده شد، با نسخه‌ای ویرایش‌شده از تصویر متحرک که در آن ضربه‌های بانگو هماهنگ با آهنگی از بازی سوپر ماریو ورلد نواخته می‌شد.  آن پاسخ به‌سرعت همه‌گیر شد و باعث شد که تصویر متحرک با آهنگ‌های بسیاری دیگر نیز ویرایش شود.

## تاریخ
تصویر متحرک اصلی بنگو کت در ۷ مهٔ ۲۰۱۸ شکل گرفت، زمانی که یک جیف از یک گربهٔ انیمیشنی که توسط کاربر توییتر @StrayRogue ساخته شده بود، توسط کاربر دیگری به نام @DitzyFlama ویرایش شد؛ این ویرایش شامل افزودن بانگوهایی بود که گربه با آن‌ها ضربه می‌زد، هماهنگ با قطعهٔ «Athletic» از موسیقی متن بازی سوپر ماریو ورلد. هنرمند اصلی بعداً توضیح داد که بونگو کت در واقع یک موجود حبابی‌شکل شبیه گربه است، نه یک گربهٔ واقعی، و در توییت دیگری طرح کامل بدن این شخصیت را به تصویر کشید.
سپس این تصویر متحرک توسط طرفداران با آهنگ‌های بسیاری و سازهای گوناگونی ویرایش شد و در ویدیوهای ساخته‌شده توسط کاربران در شبکه‌های اجتماعی مانند یوتیوب و توییتر منتشر شد. این میم آهنگ‌های بسیاری از موسیقی متن بازی‌های ویدیویی مانند آثار پرسونا ۵ و سوپر ماریو ورلد را پوشش داده است، همچنین آهنگ‌های محبوبی مانند «آفریقا» از گروه توتو و «سنداستورم» از دارود را نیز شامل شده است. پس از افزایش محبوبیت، Stray Rogue شروع به ساخت و فروش محصولات مربوط به گربهٔ بانگو کرد. همچنین، وب‌سایتی تعاملی بر اساس گربهٔ بانگو ساخته شده است.
در سال ۲۰۲۳، نسخهٔ کاور گربهٔ بانگو از آهنگ برای چه ساخته شدم؟ اثر بیلی آیلیش به‌صورت آنلاین منتشر شد. این کاور در تیک‌تاک وایرال شد و طرفداران این نسخه را در کنسرت‌های آیلیش در سال ۲۰۲۴ همخوانی کردند.در سال ۲۰۲۴، گربه بانگو بازسازی‌ای از آهنگ چیزی که تو را زیبا می‌کند از وان دایرکشن ارائه داد. تا مارس ۲۰۲۵، این کاور در یوتیوب ۱٫۵ میلیون بازدید به‌دست آورده است؛ تنها دو ماه پس از درگذشت نابهنگام لیام پین.

## واکنش‌ها
پولیگان و آپروکس هر دو بونگو کت را به عنوان بهترین میم سال ۲۰۱۸ توصیف کردند.الن اسکات از روزنامهٔ مترو نیز گربهٔ بانگو را به عنوان آوردن «شادی برای همگان، حتی در سال پرآشوب [sic] مثل ۲۰۱۸»، توصیف کرد. د دیلی دات آن را صادقانه‌ترین و سالم‌ترین میم سال ۲۰۱۸ توصیف کرد.رید مک‌کارتر از ای.وی. کلاب و مگان فرّخ‌منش از د ورج هر دو از این میم تمجید کردند.نیکول کلارک از وایس این میم را «تنها چیز خوب اینترنت» توصیف کرد.
بونگو کت به دلیل انعطاف‌پذیری‌اش تحسین شده و همچنین با میم گربه کیبوردی مقایسه شده است.